# 단상 발전기

단상 발전기는 연속적으로 단일 교류 전압을 발생시키는 교류 발전기이다. 단상 발전기는 단상 전력 시스템의 전력을 발생시키는데 사용될수 있다. 그러나, 다상 발전기는 일반적으로 삼상 분배 시스템에서 전력을 공급하는데 사용되며, 전류는 단상 부하 대신 단상 근처로 변환된다.대형 단상 발전기는 철도의 전철화에서 단상 견인력과 같은 특수 용도에도 사용된다.

## 회전 전기자
회전을 통해 힘의 권선을 절단함으로써, 그 전류를 발생시킨다. 전류는 전기자의 각 단부에서 사용되는 하나의 슬립링 및 브러시의 2세트를 통해 발전기 장비로 송출된다. 기본 발전기라고 부르는 기본 설계는 N극과 S극 사이에서 힘의 권선을 자르는 직사각형 모양 전기자를 뼈대로 한다. 그것은 회전을 통해 힘의 권선을 절단하여 전류를 생성한다. 전류는 2개의 세트의 슬립링과 브러시를 통해 발전기 장치에서 보내지는데, 그 중 하나는 전기자의 각 끝 부분에 사용된다. 이 2가지 극 설계에서는 전기자가 하나의 회전으로 회전할 때 단상 교류의 한 주기가 생성된다. 교류 출력을 생성하기 위해, 전기자는 교류 출력을 원하는 주파수 (헤르츠)와 일치하도록 초당 회전 횟수가 일정한 속도로 회전한다.
교류 출력 및 전기자 회전과의 관계
- 0도
- 90도
- 180도
- 270도
- 360도

전기자 회전과 교류 출력의 관계는 이 그림의 설명에서 볼 수 있다. 직선의 힘에 대한 전기자의 원운동으로 인해 일정한 속도의 운동에서도 가변적인 힘의 권선이 절단된다. 0도에서 뼈대의 직사각형 팔은 힘의 권선을 절단하지 않으므로 전압 출력이 0이된다. 전기자 팔이 90°위치를 향해 일정한 속도로 회전하면서 더 많은 권선이 절단된다. 전기자가 90°위치에 있을 때 힘의 권선은 대부분 절단되어 한 방향으로 가장 많은 전류가 흐른다. 그것이 180°위치로 돌면 더 적은 수의 권선이 절단되어 180°위치에서 다시 0이 될때까지 더 적은 전압을 제공한다. 전기자가 270°위치에서 반대 극으로 향하면 전압이 올라가기 시작한다. 이러한 위치를 향해 전류는 반대 방향으로 생성되면서 반대쪽에 최대 전압을 제공한다. 그것이 전체 회전을 마무리하면 전압이 내려간다. 하나의 회전에서 교류 출력은 사인파로 표시된 것처럼 하나의 완전한 주기로 생성된다.

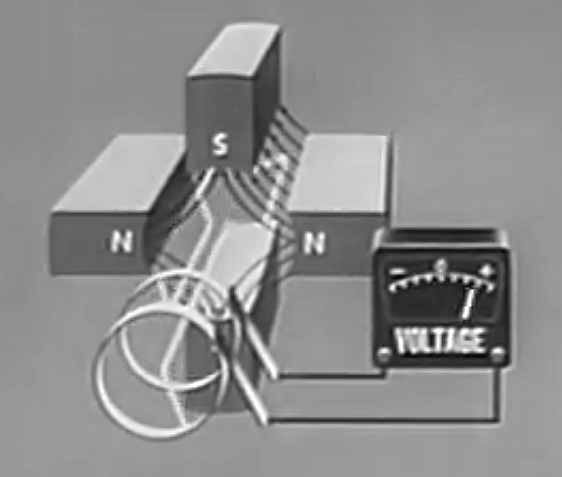

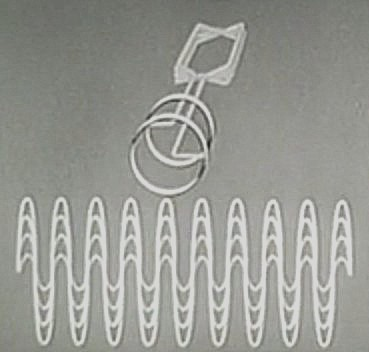

더 많은 자극을 단상 발전기에 추가하여 1회의 회전으로 교류 출력을 1회 이상 생성할 수 있다. 왼쪽의 예에서, 고정자 부분은 동일한 간격으로 4개의 극점을 재구성한다. N극은 2개의 S극에 인접해 있다. 회전자 부분의 전기자 모양도 변형된다. 더 이상 평면 직사각형이 아니다. 팔이 90도 구부러져 있다. 이것은 전기자의 한 쪽이 N극과 상호 작용하는 반면 다른 한 쪽은 2개의 극 구성과 마찬가지로 S극과 상호 작용할 수 있다. 전류는 여전히 2극 구성과 같은 방식으로 2세트의 슬립링과 브러시를 통해 전달된다. 차이점은 교류 출력의 주기가 전기자가 180도 회전한후 마무리할 수 있다는 것이다. 하나의 회전에서, 교류 출력은 2 사이클이 된다. 이것은 발전기의 출력 주파수를 증가시킨다.
모든 권선의 형상이 동일하기 때문에, 힘의 양은 모든 권선을 동시에 동일한 방향으로 동일한 양을 절단한다. 도면의 정현파에 표시된 바와 같이, 결과적으로 출력 전압이 4배로 올라간다.

## 회전 자계

회전 자계 발전기의 설계는 고정자의 전기자 부분과 회전자의 자계 부분이 있다. 회전 자계 단상 발전기의 기본 설계는 오른쪽에 표시되어 있다. 회전자에 부착된 2개의 자극, N극과 S극, 고정자에서 등 간격으로 직렬로 연결된 2개의 코일이 있다. 2개의 코일 전선은 항상 반대 방향으로 전류가 흐르므로, 2개의 코일은 항상 반대의 극성과 상호 작용하기 때문에 전류는 동일한 방향으로 흐르게 된다. 극과 코일이 균등하게 이격되고 극의 위치가 코일의 위치와 일치하기 때문에, 자력선은 회전자에서 어느 정도 동일한 양으로 절단된다. 따라서 총 출력 전압은 각 권선에서 유도된 전압의 2배이다. 그림에서 극 번호 1과 코일 번호 1일이 만나는 위치에서 발전기는 한 방향으로 최고 출력 전압을 생성한다. 회전자가 180도 회전하면 출력 전압은 교대로 바뀌어서 다른 방향으로 최고 전압을 생성한다. 이러한 경우 교류 출력의 주파수는 초당 회전자의 회전 횟수와 같다.
이 설계는 극을 추가함으로써 출력 주파수를 증가시킨다. 오른쪽의 예에서, 4개의 코일은 고정자에 직렬로 연결하고 자계 회전자는 4개의 극으로 구성한다. 코일과 극은 모두 일정한 간격을 유지한다. 각 극은 90도 각도로 이웃한 극과 반대의 성질이 있다. 각 90도 회전에서 출력 전압 극성이 한 방향에서 다른 방향으로 전환된다. 따라서, 하나의 회전에서 교류 출력의 4사이클이 있다. 4개의 코일이 직렬로 연결되고 그 출력이 "동일한 위상"이기 때문에, 이 단상 발전기의 교류 출력은 각 개별 코일이 생성한 전압의 4배이다.
회전 필드 디자인의 이점은 극이 영구 자석인 경우 코일이 고정되어 있고 발전기에서 전동기로 연결할 수 있으므로 슬립링과 브러시를 사용하여 발전기에서 외부 하중으로 전기를 공급할 필요가 없다.

## 같이 보기
- 교류 발전기